# Bell X-22
El Bell X-22 fue un avión X V/STOL estadounidense con cuatro hélices basculantes de flujo guiado. El despegue podía producirse selectivamente si las hélices estaban basculadas verticalmente hacia arriba, o con una corta carrera con las góndolas basculadas hacia delante en aproximadamente 45°. Adicionalmente, el X-22 iba a proporcionar mayor percepción en la aplicación táctica de transportes de tropas de despegue vertical, como el precedente Hiller X-18 y el sucesor del X-22, el Bell XV-15. Otro requerimiento solicitado del programa era una velocidad real a nivel del mar de al menos 525 km/h.

## Diseño y desarrollo
En 1962, la Armada de los Estados Unidos anunció su solicitud por dos aviones con capacidad V/STOL, equipados con cuatro góndolas de ventilador de flujo guiado. Bell Helicopter tenía una intensa experiencia con aviones VTOL y fue capaz de utilizar una maqueta de pruebas ya desarrollada. En 1964, el prototipo, referido internamente por Bell como Model D-2127, fue ordenado por la Armada y recibió la designación X-22. Fue revelado en un evento en las Cataratas del Niágara en mayo de 1965.
Las hélices tripalas fueron montadas en cuatro alas y, sincronizadas a través de un sistema de interconexión de movimiento, estaban conectadas a cuatro turbinas de gas que asimismo estaban montadas en parejas, en las alas traseras. La maniobrabilidad se conseguía girando las palas de las hélices en combinación con superficies de control (elevadores y alerones), que estaban localizados en el flujo impulsor de las hélices.

## Variantes
Model D-2127
Designación interna del fabricante.
X-22
Designación de la Armada estadounidense, dos construidos.

## Operadores
Estados Unidos
- Armada de los Estados Unidos

## Historia operacional
El primer vuelo del prototipo ocurrió el 17 de marzo de 1966. En contraste con otras aeronaves de rotores basculantes (como el Bell XV-3), las transiciones entre el vuelo estacionario y el horizontal sucedían casi inmediatamente. Sin embargo, el interés se incrementó más hacia las propiedades VTOL y V/STOL, que hacia el diseño específico del prototipo.
Debido a un fallo de un control de hélice, descrito por el piloto de pruebas, Stanley Kakol, como el único componente no redundante en la cadena de potencia, el prototipo se estrelló el 8 de agosto de 1966 y los técnicos lo desmontaron para conseguir componentes que hicieran capaz de volar al segundo prototipo. El fuselaje se usó todavía como simulador durante un tiempo más tarde.
El segundo X-22 voló por primera vez el 26 de agosto de 1967. Anteriormente aquel año, fue equipado con un sistema de control de vuelo y estabilizador variable del Cornell Aeronautical Laboratory, que mejoraba las prestaciones de vuelo. Aunque el X-22 fue considerado como el mejor avión de su tipo en su época, el programa fue cancelado. La velocidad máxima requerida de 525 km/h nunca fue alcanzada. El segundo prototipo fue trasladado al Cornell Aeronautical Laboratory para realizar más pruebas; el último vuelo se produjo en 1988. Aunque las hélices de flujo guiado fueron consideradas útiles, no fueron utilizadas de nuevo en un avión militar estadounidense hasta el F-35B.

## Avión superviviente
El avión está actualmente en exhibición en el Niagara Aerospace Museum, Nueva York.

## Especificaciones (X-22A)

### Características generales
- Tripulación: Dos.
- Capacidad: Seis pasajeros.
- Longitud: 12,07 m
- Envergadura: 11,9 m

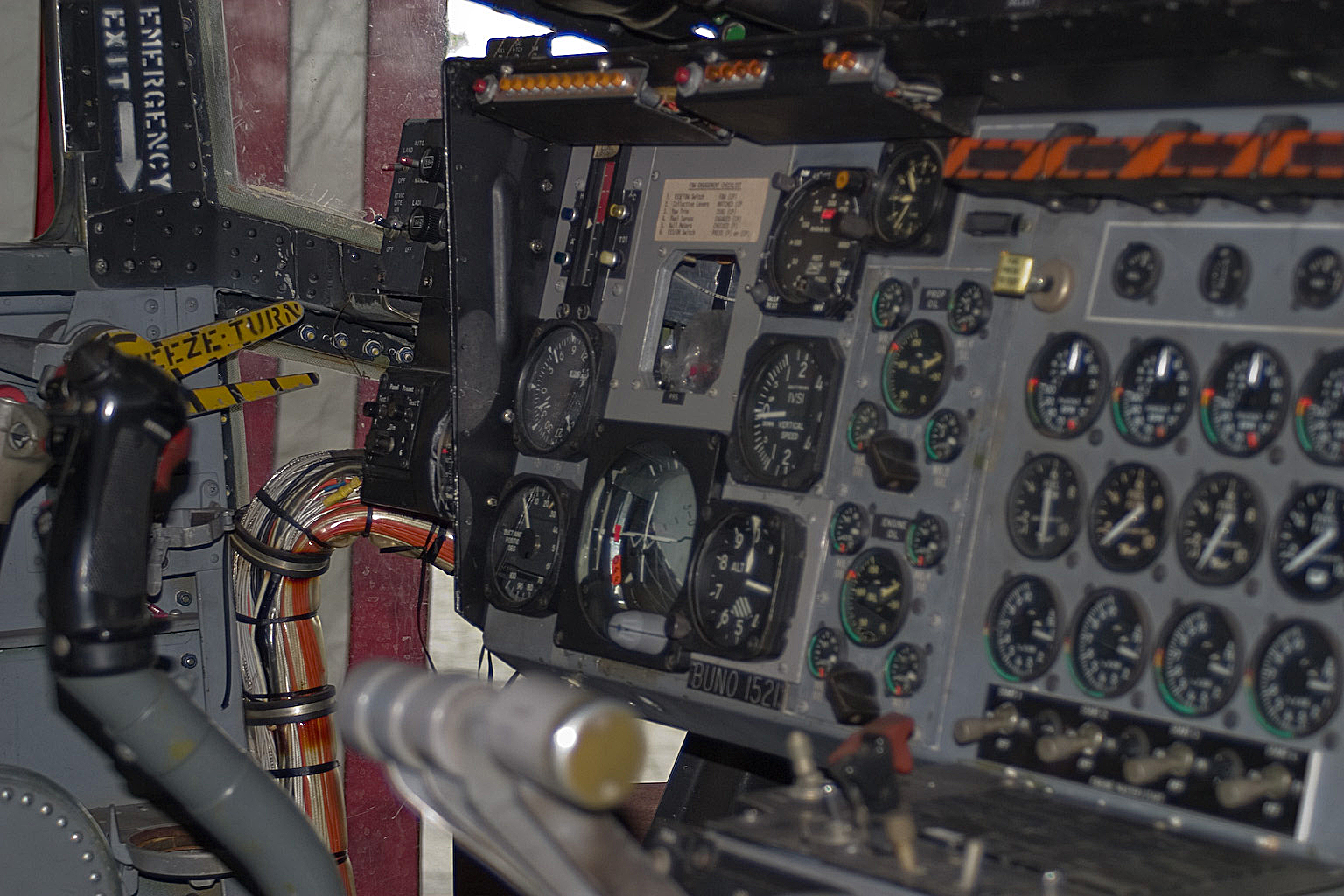
Vista parcial de la cabina del Bell X-22.

- Envergadura del ala delantera: 7 m

- Altura: 6,31 m
- Peso vacío: 4752,7 kg
- Peso máximo al despegue: 8003,2 kg
- Planta motriz: 4× motor turboeje General Electric-YT58-GE-8D.
  - Potencia: 945 kW (1267 hp) cada uno.
- Hélices: hélices tripala montadas en conductos basculantes de punta alar
- Diámetro de la hélice: 2,13 m

### Rendimiento
- Velocidad nunca excedida (Vne): 409,3 km/h
- Alcance: 716,2 km
- Techo de vuelo: 8473,4 m (27800 pies)

- Techo en estacionario con efecto suelo: 12000 pies (3658 m)
- Techo en estacionario sin efecto suelo: 6000 pies (1829 m)

### Aeronaves similares
- V-22

### Secuencias de designación
- Secuencia Numérica (interna de Bell): ← 533 - D-188 - D-292 - D-2127
- Secuencia X-_ (Aviones eXperimentales estadounidenses, 1948-presente): ← X-19 - X-20 - X-21 - X-22 - X-23 - X-24A/B/C - X-25 →

### Listas relacionadas
- Anexo:Aeronaves de la Fuerza Aérea de los Estados Unidos (históricas y actuales)